# Pteronemobius amplipennis
Pteronemobius amplipennis är en insektsart som beskrevs av Lucien Chopard 1938. Pteronemobius amplipennis ingår i släktet Pteronemobius och familjen syrsor. Inga underarter finns listade i Catalogue of Life.